# Джонсон, Люк
Люк Джонсон (англ. Luke Johnson; род. 19 сентября 1994, Гранд-Форкс, Северная Дакота, США) — американский хоккеист, центральный нападающий. В настоящее время выступает за клуб КХЛ, магнитогорский «Металлург». Джонсон был выбран в пятом раунде под общим 134-м номером командой «Чикаго Блэкхокс» на драфте НХЛ 2013 года. В составе «Металлурга» Джонсон стал обладателем Кубка Гагарина в 2024 году.
До того, как стать профессионалом, Джонсон играл в хоккей NCAA Division I за Университет Северной Дакоты. На третьем курсе он помог Северной Дакоте выиграть чемпионат NCAA 2016 года.

## Карьера

### Юниорская
Играя за команду «Линкольн Старз» в хоккейной лиге США, Джонсон поступил в Университет Северной Дакоты.
В сезоне 2013/14 Джонсон провёл свой первый сезон за команду университета. Он сыграл в 42 матчах, забил 8 голов и лидировал по этому показателю среди новичков команды. Первый гол Джонсон забил 9 ноября в матче против Университета Небраски в Омахе (матч закончился поражением Дакоты со счётом 2:4). Набрав шесть очков в четырёх играх, Джонсон был назван новичком месяца NCHC в декабре. Джонсон помог команде выйти в полуфинал NCAA Midwest Region 2013 года, где в региональном финале они проиграли Йельскому университету.
На втором курсе Джонсон побил свой личный рекорд результативности, набрав 24 очка, из которых 11 пришлись на заброшенные шайбы, за 42 игры. Он принял участие в Frozen Four 2015 года и был включён в символическую сборную NCAA West Region All-Tournament Team.
На третьем курсе Джонсон сыграл в 43 играх и повторил свой рекорд по количеству голов за сезон. Университет Северной Дакоты снова принял участие в турнире Frozen Four 2016 года, но Джонсон получил травму во втором периоде полуфинала против Денверского университета и был вынужден пропустить игру против Квиннипэкского университета. Это была единственная игра, которую он пропустил за 127 матчей университетской карьеры. Тем не менее, команда победила в том матче со счётом 5–1, выиграв Национальный чемпионат. Джонсон снова был включён в символическую сборную NCAA West Region All-Tournament Team, а затем 29 апреля 2016 года подписал трёхлетний контракт новичка с «Чикаго Блэкхокс».

## Профессиональная
В своём первом сезоне за «Рокфорд Айсхогс» (фарм-клубе «Блэкхокс») Джонсон набрал 17 очков в 73 играх и был назван новичком года «Айсхогс». Во втором сезоне в команде у Джонсона улучшилась результативность, что по его словам, связано с тем что он сосредоточился на своём питании и изменил пищевые привычки. В том сезоне он набрал 30 очков в 73 матчах.
После двух лет игры за «Рокфорд Айсхогс» Джонсон был заявлен в составе «Блэкхокс» на первый матч сезона 2018/19. Впоследствии он дебютировал в НХЛ 4 октября в матче против «Оттава Сенаторз». 18 октября, после участия в ещё трёх матчах, Джонсона вернули в АХЛ. В «Айсхогс» Джонсон вновь улучшил результативность, забил 18 голов и набрал 31 очко в 53 матчах. Джонсон завершил свой первый сезон в НХЛ, сделав 1 результативную передачу в 15 играх.
Джонсон не получил квалификационного предложения от «Блэкхокс», перестав быть ограничено свободным агентом, 25 июня 2019 года, в статусе свободного агента, нападающий покинул команду. 1 июля 2019 года, в день открытия рынка свободных агентов, Джонсон согласился на двухлетний двусторонний контракт с «Миннесота Уайлд».
28 июля 2021 года, по окончании контракта с «Уайлд», Джонсон подписал однолетний двусторонний контракт с «Виннипег Джетс». В сезоне 2021/2022 годов «Джетс» отправили Джонсона играть исключительно за их фарм-клуб в АХЛ «Манитоба Мус», там он набрал 10 очков за 23 матча регулярного сезона.
10 августа 2022 года, по окончании контракта, Джонсон покинул «Джетс» и продолжил карьеру в АХЛ, подписав однолетний контракт с «Сан-Хосе Барракуда».
По окончании контракта с «Барракуда» Джонсон покинул Северную Америку, решил продолжить карьеру в КХЛ и подписал однолетний контракт с магнитогорским «Металлургом» 26 июля 2023 года. В апреле 2024 года стал обладателем Кубка Гагарина. В чемпионском сезоне он набрал 29 (16 голов, 13 передач) очков в 87 матчах (регулярный сезон и плей-офф). 22 мая 2024 года «Металлург» продлил контракт с нападающим на 1 год.

## Достижения

### Командные

#### КХЛ
| 2024 | Металлург Магнитогорск | Обладатель Кубка Гагарина |